# 德川鶴姬
德川鶴姬（1677年4月8日（延寶5年3月7日）—1704年5月15日（寶永元年4月12日）），德川幕府第5代將軍德川綱吉長女，母親是綱吉側室、下級武士小谷正元之女瑞春院（阿傳之方）。
1685年嫁予紀伊藩的藩主德川綱教。由於綱吉世子德松於1683年去世，所以德川綱教便因為娶了鶴姫而成為有力的將軍後補人選。可是，1704年（寶永元年）鶴姬染上天花（皰瘡）去世，翌年綱教也隨鶴姬離開人世，計劃因而落空。紀伊藩到了德川吉宗時才真正繼承將軍的世系。
法名明信院殿澄譽惠鑑光耀大姊。墓所位於東京都港區增上寺。

## 鶴字法度
1688年2月1日，德川綱吉因為溺愛鶴姫，推行「鶴字法度」，禁止民間使用「鶴」字和鶴紋。因此井原西鶴（《好色一代男》作者）一度改號為「西鵬」，和果子老店駿河屋也因為這法令將店名由「鶴屋」改成現在的名字。